# الدار (بني مطر)

تعديل مصدري - تعديل

الدار هي إحدى قرى عزلة الثلث بمديرية بني مطر التابعة لمحافظة صنعاء، بلغ تعداد سكانها 156 نسمة حسب تعداد اليمن لعام 2004.